# Bárbara Sarasola
Bárbara Sarasola Day (Salta, 2 de agosto de 1976) es una cineasta argentina, reconocida por dirigir los largometrajes Deshora (2014) y Sangre blanca (2018).

## Carrera
Sarasola-Day nació en Salta en 1976. En su juventud se radicó en Buenos Aires para iniciar estudios de comunicación. En el año 2000 se vinculó a la industria cinematográfica, inicialmente desempeñándose como asistente de dirección y de producción. En 2004 dirigió su primer cortometraje, titulado Exodia, seguido de El canal un año después.
Tras oficiar como asistente de dirección o producción en algunas obras cinematográficas, debutó en 2014 con su ópera prima, el largometraje Deshora, coproducido entre Colombia, Noruega y Argentina. El filme, protagonizado por Luis Ziembrowski, Alejandro Buitrago y María Ucedo, fue exhibido en importantes festivales a nivel mundial y ganó premios en Colombia, Brasil, Argentina, España y Noruega. En 2018 dirigió su segundo largometraje, Sangre blanca, exhibido en el Festival de Cannes y protagonizado por Eva de Dominici y Alejandro Awada.

## Filmografía

### Como Directora
- 2004, Exodia
- 2005, El canal
- 2014, Deshora
- 2018, Sangre blanca

### Como Guionista
- 2014, "Deshora"
- 2018, "Sangre Blanca"
- 2018, "El rocío"
- 2018, "La asfixia"

### Como Productora
- 2021, "Carajita"
- 2018, "Rojo"
- 2017, "Tigre"
- 2017, "Candelaria"
- 2017, "Los corroboradores"
- 2015, "El movimiento"

### Como asistente de dirección y/o producción
- 2003, Extraño
- 2003, Sinon j'Etouffe
- 2005, Derecho de familia
- 2006, Mientras tanto
- 2007, Tres corazones
- 2008, Motivos para no enamorarse
- 2012, La belleza